# Nabitenga
Nabitenga är en ort i Burkina Faso.   Den ligger i regionen Plateau-Central, i den centrala delen av landet, 100 km öster om huvudstaden Ouagadougou. Nabitenga ligger 311 meter över havet och antalet invånare är 975.
Terrängen runt Nabitenga är mycket platt, och sluttar österut. Närmaste större samhälle är Zorgho, 8,2 km söder om Nabitenga.
Trakten runt Nabitenga består till största delen av jordbruksmark. Runt Nabitenga är det ganska tätbefolkat, med 129 invånare per kvadratkilometer.